# 芭芭拉·安德森 (运动员)
芭芭拉·安德森（英語：Barbara Anderson，？—），英国女子射箭、游泳、乒乓球运动员。她曾代表英国参加1960年和1972年夏季残疾人奥林匹克运动会，获得五枚金牌和二枚银牌。